# Maltese rog
De Maltese rog (Leucoraja melitensis) is een rog uit de familie Rajidae. Deze kraakbeenvis komt voor in kustwateren met een modder- of zandbodem, in de Middellandse Zee. Het verspreidingsgebied is (nu) beperkt tot het Kanaal van Sicilië. De Maltese rog is bij 40 cm geslachtsrijp en kan maximaal 50 cm lang worden. 

## Natuurbeschermingsstatus
Maltese roggen komen voor op een diepte van 60 tot 800 m (meestal tussen 400 en 800 m). Verder is weinig bekend over de voortplanting en de ecologie van deze rog. De Maltese rog is zeer gevoelig voor overbevissing door visserij met bodemsleepnetten en langelijnvisserij (met lijnen op de zeebodem). Waarschijnlijk had deze rog vroeger een veel groter verspreidingsgebied in de Middellandse Zee. In het gebied waar hij nu nog voorkomt bij Sicilië en Malta neemt de visserij-intensiviteit die schadelijk kan zijn voor deze rog echter onrustbarend snel toe. Daarom staat de soort als kritiek (ernstig bedreigd) op de internationale Rode Lijst van de IUCN.